# 西克卡
西克卡（Sikka），是印度古吉拉特邦Jamnagar县的一个城镇。总人口17699（2001年）。

## 人口
该地2001年总人口17699人，其中男性9214人，女性8485人；0—6岁人口2642人，其中男1370人，女1272人；识字率44.45%，其中男性为53.66%，女性为34.45%。